# Abdelmalek Ziaya
Abdelmalek Ziaya (en arabe : عبد المالك زياية), né le 23 janvier 1984 à Guelma, est un footballeur international algérien évoluant au poste d'attaquant.
Il compte six sélections en équipe nationale en 2010.

## Carrière

### ES Guelma
Natif de la ville, c'est tout naturellement qu'Abdelmalek Ziaya intègre la formation de l'Escadron noir de Guelma. 

### ES Sétif
Abdelmalek Ziaya joue à l'ES Sétif où il dispute 153 matchs pour 68 buts entre 2005 et 2010.
Au mercato hivernal de la saison 2009-2010, il a été annoncé au FC Sochaux sous forme de prêt avec option d'achat, cependant à la surprise générale, il signe pour le club saoudien Al Ittihad Djeddah.

### Ittihad Djeddah
En janvier 2010 il signe un contrat de deux ans avec le club saoudien d'Al Ittihad Djeddah pour 2,4 millions d'euros. Il marque un doublé à l'occasion de son premier match sous son nouveau maillot. En février de la même année, il fait ses débuts officiels en Ligue des champions asiatique avec les Jaunes et Noirs contre le FC Bunyodkor, un club Ouzbek où figurait l'ancien ballon d'or brésilien Rivaldo.
En janvier 2012, Ziaya résilie son contrat et reste sans club jusqu'à la fin de la saison.

### Club Athlétique Bizertin
En juillet 2012, il signe un contrat de deux ans avec le club tunisien du CA Bizerte pour un salaire estimé à 330 000 euros par an hors prime. Il ne joue que 11 matchs et marque quatre buts. Il quitte le club après six mois d'engagement.

### USM Alger
Après son périple étranger, le joueur revient en Algérie à l'intersaison 2013 profitant de l’intérêt de la direction de l’USM Alger, pour s'engager avec les rouges et noirs de la capitale algérienne. Il remporte le titre de champion d'Algérie 2014 avec l'USMA.

### ES Sétif
En 2014, il signe son retour à l'ES Sétif, et contribue énormément à la victoire finale en Ligue des Champions d'Afrique de la CAF en 2014 et la Supercoupe de la CAF en 2015. Il gagne aussi le championnat d'Algérie 2015.

### JS Kabylie
Libre de tout contrat et courtisé par plusieurs écuries algérienne, Abdelmalek Ziaya finit par signer en faveur de la JS Kabylie. 
Lors de la signature, il déclare souhaiter enrichir encore son palmarès avec la JSK, club le plus titré d'Algérie.
Mais au bout de 6 mois, Ziaya n'arrive pas à s'imposer et ne marque aucun but lors des 12 matchs de championnat, ce qui pousse la direction du club à le libérer lors du mercato hivernal.

### ASM Oran
Abdelmalek Ziaya choisit la direction de l'ouest algérien, avec une signature d'un contrat de 18 mois au profit de l'ASM Oran dans le but de relancer sa carrière et de participer dans le projet sportif de ce club.

## Carrière internationale
En excellente forme en club (ES Sétif) ayant marqué 15 buts en 13 matches lors de la coupe de la CAF et huit buts lors de la première moitié du championnat, il est appelé par le sélectionneur Rabah Saadane pour la CAN-2010 en Angola.

## Statistiques
| Saison                | Club                  | Championnat           | Championnat | Championnat | Coupe(s) nationale(s) | Coupe(s) nationale(s) | Compétition(s) continentale(s) | Compétition(s) continentale(s) | Compétition(s) continentale(s) | Coupe arabe | Coupe arabe | Coupe du monde des clubs | Coupe du monde des clubs | Total | Total |
| Saison                | Club                  | Division              | M.          | B.          | M.                    | B.                    | Comp.                          | M.                             | B.                             | M.          | B.          | M.                       | B.                       | M.    | B.    |
| 2005-2006             | ES Sétif              | 1                     | 18          | 0           | 3                     | 0                     | -                              | -                              | -                              | -           | -           | -                        | -                        | 21    | 0     |
| 2006-2007             | ES Sétif              | 1                     | 23          | 6           | 3                     | 3                     | -                              | -                              | -                              | 12          | 2           | -                        | -                        | 38    | 11    |
| 2007-2008             | ES Sétif              | 1                     | 23          | 5           | 1                     | 0                     | C1                             | 3                              | 2                              | 12          | 3           | -                        | -                        | 39    | 10    |
| 2008-2009             | ES Sétif              | 1                     | 19          | 8           | 4                     | 0                     | C3                             | 13                             | 15                             | -           | 5           | -                        | -                        | 36    | 28    |
| 2009-2010             | ES Sétif              | 1                     | 13          | 8           | -                     | -                     | -                              | -                              | -                              | -           | -           | -                        | -                        | 13    | 8     |
| 2009-2010             | Ittihad FC            | 1                     | 2           | 1           | 2                     | 2                     | -                              | -                              | -                              | -           | -           | -                        | -                        | 4     | 3     |
| 2010-2011             | Ittihad FC            | 1                     | 23          | 9           | 2                     | 0                     | C1                             | 5                              | 3                              | -           | -           | -                        | -                        | 30    | 12    |
| 2011-2012             | Ittihad FC            | 1                     | 4           | 2           | 5                     | 2                     | C1                             | 9                              | 4                              | -           | -           | -                        | -                        | 18    | 8     |
| 2011-2012             | CA Bizerte            | 1                     | 4           | 4           | -                     | -                     | -                              | -                              | -                              | -           | -           | -                        | -                        | 4     | 4     |
| 2012-2013             | CA Bizerte            | 1                     | 7           | 0           | -                     | -                     | -                              | -                              | -                              | -           | -           | -                        | -                        | 7     | 0     |
| 2012-2013             | USM Alger             | 1                     | 9           | 1           | 1                     | 0                     | -                              | -                              | -                              | -           | -           | -                        | -                        | 10    | 1     |
| 2013-2014             | USM Alger             | 1                     | 16          | 5           | 1                     | 1                     | -                              | -                              | -                              | -           | -           | -                        | -                        | 17    | 6     |
| 2014-2015             | ES Sétif              | 1                     | 17          | 6           | 2                     | 0                     | C1                             | 7                              | 2                              | -           | -           | 2                        | 1                        | 28    | 9     |
| 2015-2016             | ES Sétif              | 1                     | 12          | 3           | 2                     | 1                     | C1+SC                          | 5+1                            | 1+1                            | -           | -           | -                        | -                        | 20    | 6     |
| 2016-2017             | JS Kabylie            | 1                     | 12          | 0           | 0                     | 0                     | -                              | -                              | -                              | -           | -           | -                        | -                        | 12    | 0     |
| 2016-2017             | ASM Oran              | 2                     | 1           | 1           | 0                     | 0                     | -                              | -                              | -                              | -           | -           | -                        | -                        | 1     | 1     |
| Total sur la carrière | Total sur la carrière | Total sur la carrière | 190         | 58          | 26                    | 9                     | -                              | 43                             | 28                             | 29          | 10          | 2                        | 1                        | 290   | 106   |

### Sélection nationale d'Algérie
Le tableau suivant liste les rencontres de l'équipe d'Algérie dans lesquelles Abdelmalek Ziaya a été sélectionné depuis le 11 janvier 2010 jusqu'à présent.

## Palmarès
| ES Setif - Championnat d'Algérie de football (3) : - Champion : 2007, 2009, 2015 - Ligue des Champions de la CAF (1) : - Vainqueur : 2014 - Supercoupe de la CAF (1) : - Vainqueur : 2015 - Coupe nord-africaine des clubs champions (1) : - Vainqueur : 2009 - Ligue des champions arabes (2) : - Vainqueur : 2007, 2008 - Coupe de la confédération : - Finaliste : 2009 - Supercoupe d'Algérie (1) : - Vainqueur : 2015 |  | USM Alger - Championnat d'Algérie de football (1) : - Champion : 2014 - Coupe d'Algérie (1) : - Vainqueur : 2013 - Supercoupe d'Algérie (1) : - Vainqueur : 2013 |

## Distinctions personnelles
- Meilleur buteur de la Ligue des champions arabe en 2009 avec 5 buts
- Meilleur buteur de la Coupe de la confédération en 2009 avec 15 buts en 13 matchs
- Co-meilleur buteur de l'histoire de la Coupe de la confédération avec 15 buts.
- Troisième meilleur buteur au monde 2009